# パスコ (哨戒フリゲート)
パスコ (USS Pasco, PF-6) は、アメリカ海軍の哨戒フリゲート。タコマ級フリゲートの1隻。艦名はワシントン州パスコに因む。

## 艦歴
パスコは海事委任契約（船体番号1424）の下カリフォルニア州リッチモンドのカイザー・カーゴ社で1943年7月7日に起工する。1943年8月17日にマイラナ・オルソン夫人によって命名、進水し、1944年4月15日に就役した。
整調後パスコは5月25日にカリフォルニア州サンフランシスコに到着、サンフランシスコとサンディエゴ間での哨戒任務を継続した。その後10月15日にコディアックでアラスカン・シー・フロンティアに合流した。1945年1月にシアトルに戻り、北太平洋での護衛任務に就く。
戦後パスコはレンドリース法に基づき1945年8月16日にソ連海軍へ貸与された。ソ連では「護衛艦」を意味する「EK」の略号が付与され、EK-12（ロシア語:ЭК-12エーカー・ドヴィナーッツァチ）と命名された。1945年8月26日には、警備艦として太平洋艦隊に配備された。
1949年11月1日にアメリカ海軍に返還、予備役として保管された後、1953年1月14日に日米船舶貸与協定に基づき第1回貸与艦として警備隊（後の海上自衛隊）に貸与され、「かし (PF-3)」 として就役した。他に貸与された「くす」、「なら」、「もみ」とともに同日付で第1船隊を編成し横須賀地方隊に編入された。同年4月1日、第1船隊群（後の第1護衛隊群）が新編され第1船隊は同群に編入された。1957年9月1日、艦籍番号がPF-283に変更された。1958年4月1日、第1護衛隊（第1船隊から改称）が廃止となり、横須賀地方隊に編入。「かし」は1961年12月1日にはアメリカ海軍から除籍され、1962年8月28日には貸与から供与へと変更された。1965年3月31日に保管船（YAC-12）に区分変更され、1967年6月30日に除籍。1968年3月18日にアメリカ海軍に返還された。翌1969年に韓国へ供与され部品船として使用され、最終的に艦は浮桟橋として使用された。